# Catalogo BS
Il Catalogo BS (Bright Star Catalogue, conosciuto anche come Yale Catalogue of Bright Stars o Yale Bright Star Catalogue) è un  catalogo stellare che elenca tutte le stelle con magnitudine apparente uguale o inferiore a 6,5, cioè grossomodo tutte le stelle visibili a occhio nudo dalla Terra. La sua quinta edizione è disponibile on-line. Benché l'abbreviazione del catalogo sia BS o YBS, i riferimenti alle stelle inserite nel catalogo usano la sigla 
'HR prima del numero della stella catalogata, essendo il suo predecessore lHarvard Revised Photometry Catalogue. Il catalogo include 9110 voci, delle quali 9096 sono stelle, 10 sono novae o supernovae e 4 oggetti non stellari. Questi ultimi sono gli ammassi globulari 47 Tucanae (indicato con la sigla HR 95) e NGC 2808 (HR 3671) e gli ammassi aperti NGC 2281 (HR 2496) e Messier 67 (HR 3515).
Il numero degli oggetti elencati nel catalogo è fisso, ma i suoi dati sono costantemente aggiornati e vi vengono raccolti i commenti relativi agli oggetti elencati che sono stati aggiunti fin dalla prima edizione del 1930. L'edizione del 1991, la quinta, ha quasi raddoppiato le dimensioni del catalogo, aumentando in modo considerevole la sezione dei commenti.